# Kontoret for Harmonisering i det Indre Marked (Varemærker og Design)
Kontoret for Harmonisering i det Indre Marked (Varemærker og Design) – i daglig tale ofte kaldet OHIM (efter den engelske betegnelse Office for Harmonization in the Internal Market) eller OAMI (efter den spanske betegnelse Oficina de Armonizacion del Mercado Interior), eller på dansk KHIM – er den EU-myndighed der varetager behandlingen og registrering af EF-varemærker og registrerede EF-design, der har gyldighed i alle EU-lande. Harmoniseringskontorets blev etableret i 1996 og er placeret i Alicante i Spanien. I 2007 var der omkring 650 medarbejder fra forskellige EU-medlemsstater. Officielle sprog i KHIM er spansk, engelsk, fransk, tysk og italiensk. Fra oktober 2010, og for en periode på fem år er António Campino chef for kontoret.

## Finansiering
Kontoret er i dag selv selvfinansierende. Indtægterne kommer fra registreringsafgifter og fornyelse af varemærker. Det har været officiel politik at nedsætte registreringsomkostningerne og øge indtjening gennem større omsætning, således havde OHIM i 2008 et overskud på €300 millioner på trods af at registreringsafgiften var nedsat med 25% til omkring €1.600 i 2005. I 2009 blev afgiften nedsat yderligere 40% til €900 for en online ansøgning.

## Dommersymposium
Ud over den primære drift afholder KHIM også hver andet år et europæisk dommersymposium med emnet varemærke og design. Symposierene har til formål at fremme harmonisering i anvendelse af EF-varemærker- og EF-design-regler i alle juridiske institutioner og specielt med hensyn til EF-domstole. Hvilke er nationale domstole i hvert EU land der har fuld EU-jurisdiktion med hensyn til implementering af EF-varemærke- og design-regler.
Det første symposium blev afholdt i Luxembourg i 1999, og siden 2001 har det været afhold i Alicante. Dommere fra både medlemsstater og stater der kandidatere til EU-medlemskab deltager i symposierene, sammen med repræsentanter fra EF-Domstolen.